# Bibliothèque municipale de Chambéry
La bibliothèque municipale de Chambéry est une bibliothèque municipale classée (1972), fondée en 1783 et située en France sur la commune de Chambéry, chef-lieu du département de la Savoie en région Rhône-Alpes.
Son action s’organise autour de deux établissements particulièrement vastes au regard de la population à desservir : la médiathèque Jean-Jacques Rousseau située en centre-ville, la bibliothèque Georges Brassens dans le quartier des Hauts-de-Chambéry, et le service hors les murs de la « Bibliothèque Voyageuse ». Elle assure les missions de lecture publique et la conservation du troisième fonds patrimonial de la région Rhône-Alpes composé de manuscrits, d’incunables, de livres anciens, de livres d’artistes, d’estampes, de cartes géographiques et de cartes postales.

## Histoire

### 1783: Fondation de la bibliothèque
Les origines de la bibliothèque municipale remontent au XVIIIe siècle, lorsque le 25 novembre 1780, l’Abbé de Mellarède lègue sa riche bibliothèque à la ville de Chambéry dans laquelle il réside. Ce don se compose de 5 000 volumes issus de sa bibliothèque et de son cabinet d’histoire naturelle. En contrepartie, la ville de Chambéry s’engage à verser la somme de 5 000 livres à une famille pauvre et à créer une bibliothèque publique.
Le 16 décembre 1783, la bibliothèque municipale de Chambéry ouvre ses portes au premier étage de l’Hôtel de Ville. L’abbé Basin, chanoine de la cathédrale de Chambéry, est nommé bibliothécaire, assisté d’un comité d’achat des livres et de surveillance pour assurer la gestion. 
La bibliothèque peine à trouver un lieu approprié à ses activités et déménage fréquemment : d’abord au château de Chambéry, ensuite dans l’église des Antonins (1820), puis au premier étage de la Halle aux grains en 1863. Enfin, le 14 juillet 1889, le Musée-Bibliothèque de Chambéry (actuel Musée des beaux-arts de Chambéry) est inauguré en grande pompe. Conduit par l’architecte François Péraz, le projet aura coûté 266 840,40 francs, financé exclusivement par la ville de Chambéry. La bibliothèque y restera jusqu’à la construction de la médiathèque Jean-Jacques Rousseau en 1992.

### 1783-1909: L’enrichissement des collections
En 1893, le bibliothécaire-archiviste de la ville, Félix Perpéchon, entreprend la réalisation du catalogue de la bibliothèque. Perpéchon inventorie les dons reçus par la bibliothèque, comme celui de l’astronome Marcoz, du docteur Rey ou de Charles-Marie Pillet.
Son catalogue décrit également le fonds de la bibliothèque des Jésuites, acquis en 1885 par la ville. Ce fonds, initialement très riche, avait été endommagé et partiellement détruit lors d’un pillage en 1848, mais demeure très riche. Divisés en huit sections (théologie, jurisprudence, philosophie, belles-lettres, sciences, beaux-arts, histoire-géographie, mélanges et polygraphes), ce sont alors 6 000 titres qui s’ajoutent aux rayonnages de la bibliothèque. 
Pour les chambériens, c’est l’occasion de découvrir les trésors de leur bibliothèque largement décrits dans la presse, dont le bréviaire de Marie de Savoie. 
Par la suite, les fonds continuent de s’enrichir d’achats et de dons. En 1909, l’État dépose à la bibliothèque des livres confisqués aux Séminaires de Savoie (Chambéry, Moûtiers, Saint-Jean-de-Maurienne), à la suite de la loi de séparation des Églises et de l'État de 1905.

### 1910 – 1960: Une bibliothèque détachée du public
À partir des années 1910 et plus encore après la Seconde Guerre mondiale, la bibliothèque municipale de Chambéry connait une crise. 
Austère, abritant des collections peu accessibles au jeune public et en décalage avec la société, la bibliothèque est délaissée par les Chambériens au profit de la Bibliothèque Populaire fondée en 1873 sur l’initiative d’un conseiller municipal, Jules Carret. 
La saturation des locaux se fait sentir dès les années 1950, au point que les bureaux du personnel sont consacrés au rangement des livres et qu’une partie des collections est transférée au château de Boigne. Malgré quelques travaux, la situation reste critique d’autant plus qu’il faut accueillir les ouvrages de la bibliothèque universitaire de l’Université de Savoie qui n’est inaugurée qu’en 1969.

### 1960-1980: Le réveil de la lecture publique
En 1968, la municipalité décide de créer deux bibliothèques annexes. Alors que la bibliothèque des Combes inaugurée en 1969 dans le quartier populaire de Chambéry-le-Haut est vraiment une annexe, la bibliothèque Samivel, installée en centre-ville, est conçue pour être une bibliothèque de prêt et accueille ses premiers lecteurs en 1971.
Grâce à ces dispositions, la fréquentation des bibliothèques de Chambéry augmente rapidement, tandis que celle de la bibliothèque d’étude diminue.

### 1980-2000: La naissance d’un réseau moderne
Les années 1980 marquent la poursuite de la politique d’accès à la lecture. Ainsi, la bibliothèque des Combes est remplacée par la bibliothèque Georges Brassens en 1981. Plus spacieuse, elle connait immédiatement un afflux populaire. De son côté, la bibliothèque Samivel se consacre, à partir de 1982, uniquement au jeune public tandis que le prêt adulte est transféré au Musée-Bibliothèque.
Les Grands Travaux du président François Mitterrand transforment l’offre de lecture. En 1989, un an après l’informatisation du catalogue, la construction d’une nouvelle médiathèque est proposée. Conçue par Aurelio Galfetti, la médiathèque Jean-Jacques Rousseau est inaugurée en octobre 1992.
Ce vent de modernité touche également la bibliothèque Georges Brassens. Dans le cadre du « contrat de ville » de 1994, les Hauts-de-Chambéry font l’objet d’un projet de rénovation qui comprend la construction de la nouvelle bibliothèque Georges Brassens, inaugurée en 2001. Le bâtiment a été conçu par l'agence grenobloise Chapuis Royer.

## Le réseau des bibliothèques à Chambéry
Depuis le contrat ville lecture signé en 2000, la ville de Chambéry mène une politique volontariste de démocratisation culturelle qui s’est concrétisée, en 2007, par la création de la Bibliothèque voyageuse. 
Le service de la  Bibliothèque Voyageuse a pour objectif d’approcher les publics que ne fréquentent pas ou peu les bibliothèques pour des raisons d’éloignement physiques, socio-culturel ou géographique. Son action est fondée sur le développement de partenariats institutionnels et associatifs. Elle coordonne les interventions hors les murs en direction des maisons de retraite, structures petite enfance, foyers de personnes handicapées, résidences sociales, maison d’arrêt… Elle développe un réseau de lecture de proximité qui s’appuie sur les bibliothèques associatives de quartier.
Chambéry dispose d’un ensemble de bibliothèques municipales et associatives qui permet d’assurer l’accès à la lecture sur tout le territoire. 
- Médiathèque municipale Jean-Jacques Rousseau (centre-ville)
- Bibliothèque municipale Georges Brassens (quartiers des Hauts-de-Chambéry)
- Bibliothèque associative Le Séquoïa (Bellevue, quartier du Centre-Ville)
- Bibliothèque associative La Biollayte (quartier du Biollay)
- Bibliothèque associative du Piochet (Chantemerle, quartier des Hauts-de-Chambéry)
- Bibliothèque associative de Bissy (quartier de Bissy)
- Bibliothèque associative Le Moulin aux livres (Mérande, quartier du Laurier)

Aujourd’hui, l’offre d’accueil des bibliothèques municipales de Chambéry est largement supérieure à la moyenne nationale, avec 11,8 mètres carrés par habitant (contre 6 mètres carrés en moyenne).

## La médiathèque, vitrine chambérienne
À la fin des années 1970, le cœur militaire de Chambéry disparait, laissant en friche le quartier du Carré Curial et ses casernes. Un projet de revitalisation voit le jour avec la réhabilitation du Manège en centre des congrès et la destruction du quartier de cavalerie remplacé par l’espace Malraux imaginé par Mario Botta. 
Reste la caserne Curial, immense quadrilatère déserté par les Chambériens. Le projet de la médiathèque arrive à point pour donner un nouveau souffle à Curial.  
Le Carré Curial et la médiathèque Jean-Jacques Rousseau 

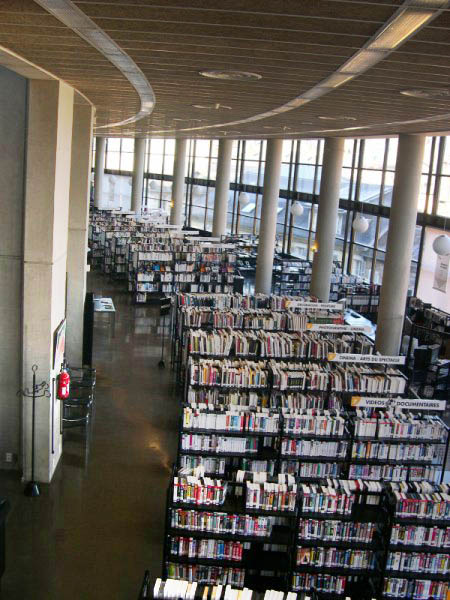
L'intérieur de la médiathèque Jean-Jacques Rousseau.

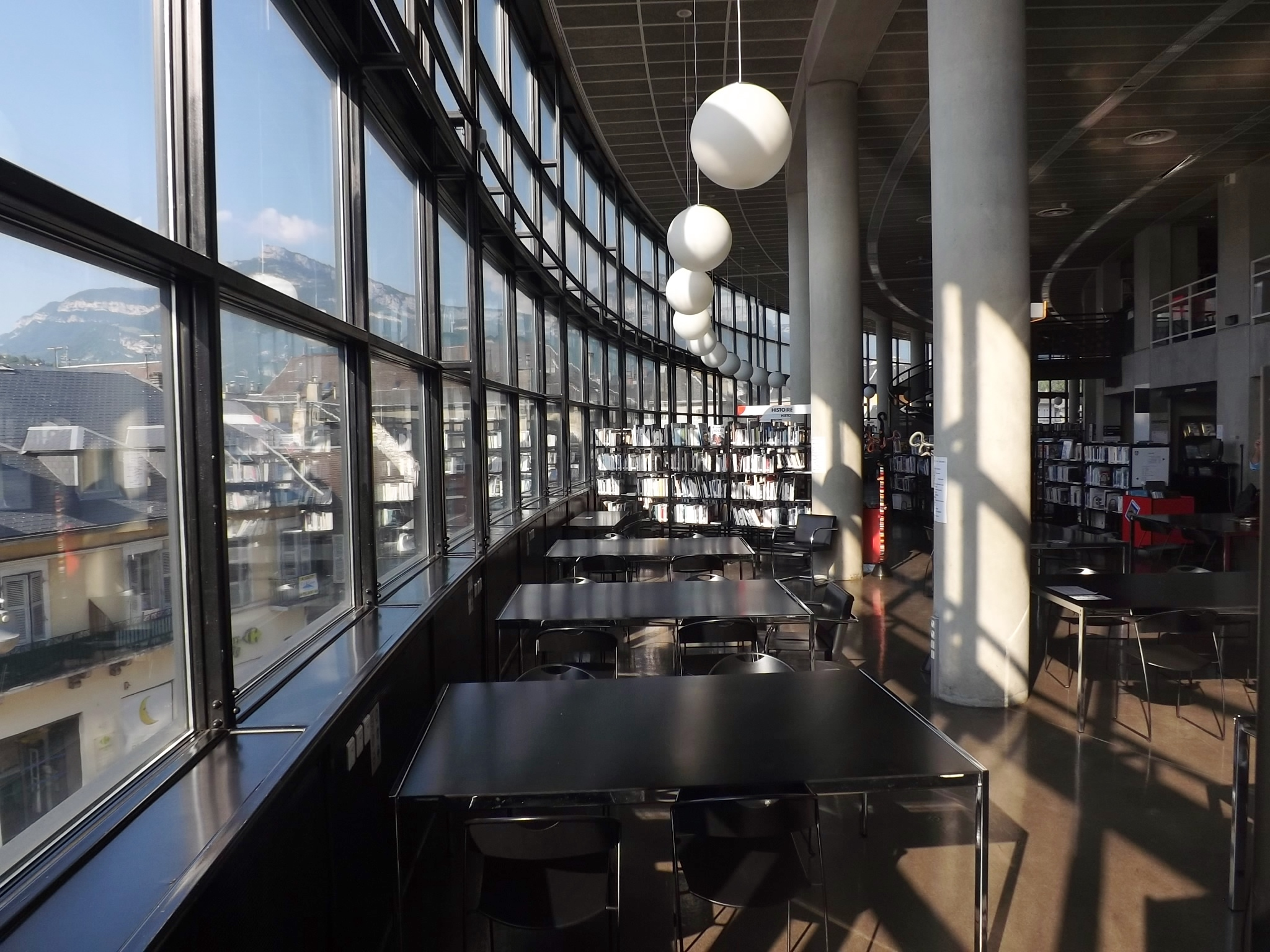
L'espace Jules Carret au 2e étage.

Entre 1989 et 1992, Aurelio Galfetti, collaborateur de Mario Botta, conçoit la nouvelle médiathèque Jean-Jacques Rousseau en articulation avec le Manège, l’espace Malraux, le Carré Curial et le centre historique de Chambéry. 
Accolée à la façade nord de l’ancienne caserne Curial, la médiathèque produit un contraste entre une réalisation résolument contemporaine et un exemple d’architecture militaire. Sur cinq niveaux, la façade présente une forme arrondie, tout en vitrages convexes. Au plus large, la profondeur du bâtiment est de 30 mètres. L’ensemble est posé sur des pilotis, de façon à limiter les piliers de soutien à l’intérieur du bâtiment. À l’intérieur, trois étages sont destinés au public qui profite d’espaces de lecture et de plus 200 000 volumes à disposition. La façade vitrée permet de faire entrer un maximum de lumière naturelle.

## Collections anciennes et patrimoniales
La médiathèque Jean-Jacques Rousseau abrite la bibliothèque patrimoniale où sont conservés des documents anciens. Nombre des ouvrages conservés à Chambéry sont rares. La Savoie n’ayant été rattachée à la France qu’en 1860, il ne fut enregistré aucun dépôt légal à la Bibliothèque nationale avant cette date. 
Parmi les fonds remarquables, l'on peut citer :
- Le fonds Perpéchon, constitué des collections de la bibliothèque municipale jusqu’en 1901. De nature encyclopédique, il a pour points forts l’histoire des États de Savoie et les Alpes, le droit sarde, l’histoire des sciences et des techniques (astronomie, médecine, sciences naturelles, la géographie et la cartographie, les éditions italiennes). Il contient notamment des ouvrages et documents rares  : autographes de Lamartine, Rousseau, Marie-Antoinette, Louis XIV, Charles Darwin, les frères de Maistre, etc., des manuscrits médiévaux, comme la Bible cartusienne et le Bréviaire de Marie de Savoie, et des incunables.

- Fonds des Séminaires. Issu des confiscations de 1909, ce fonds regroupe les bibliothèques des trois séminaires de Savoie. Parmi ces livres se trouvent l’édition originale du Dictionnaire de Musique de Jean-Jacques Rousseau et l’édition de ses œuvres complètes, illustrées par Moreau le Jeune et parues à Genève en 1782.

- Le fonds « Savoie », composé de plus de 25 000 volumes, dont certains datent du XVIe siècle. Ce fonds a vocation à regrouper toutes les publications anciennes et actuelles à propos de la Savoie et des régions qui ont appartenu au royaume de Piémont-Sardaigne. Il contient ainsi des cartes, des monographies, des estampes, des cartes postales.

- Un fonds sur la thématique des Petits savoyards, composé d’estampes, de partitions, de monographies, de brochures et d’ouvrages. Cette collection possède des pièces prestigieuses comme l’Album savoyard de l’abbé Dupuch (recueil de 50 planches lithographiées signés de Watteau, Boucher, Greuze, Nanteuil).

- Fonds de cartes anciennes, manuscrites ou imprimées du XVIe au XXIe siècle (3 364 documents), de Savoie, d’Asie, d’Afrique, d’Océanie, des Amériques et de l’Europe. Le fonds comporte également des plans de Chambéry, dont beaucoup sont numérisés[9].

- Fonds Lannoy de Bissy, rassemble la bibliothèque et les archives de ce cartographe qui réalisa et publia au XIXe siècle la première carte générale de l’Afrique dressée à l’échelle 1 / 2000000e[10].

- Les ouvrages et les archives de la Bibliothèque populaire de Chambéry [11].

## Collections et services aujourd’hui
Les bibliothèques proposent  environ 200 000 documents en libre accès, une borne de téléchargement de musique Dogmazic depuis 2009 (doob depuis 2014), des ateliers multimédias  et, à la médiathèque Jean-Jacques Rousseau, un espace de lecture pour aveugles et déficients visuels. L’accessibilité des services au public handicapé est une priorité municipale et s’étend aux animations  qui sont, dans la mesure du possible, traduites en langue des signes et déclinées sous forme tactile. Dans le cadre de son partenariat avec le Festival du premier roman, la bibliothèque procède à l’enregistrement audio des livres des auteurs invités et à leur diffusion auprès du public déficient visuel.